# Halifax and South Western Railway
Halifax and South Western Railway (H&SW) era una compagnia ferroviaria della provincia canadese di Nuova Scozia.

## Storia

### Premesse
Il 23 dicembre 1889, la compagnia Nova Scotia Central Railway (NSCR) aveva aperta una ferrovia tra Middleton e Lunenburg, nella Annapolis Valley passando per Bridgewater.
Nel 1893 la Coast Railway Company of Nova Scotia ottenne l'autorizzazione a costruire una ferrovia a scartamento ridotto tra Yarmouth e Lockeport via Barrington e Shelburne. Nel 1895, in corso d'opera, venne deciso di adottare lo scartamento normale e ciò che era stato già costruito venne riconvertito. Nel 1899 la società fu rinominata "Halifax e Yarmouth Railway" (H & YR) e ottenne una nuova licenza per la prosecuzione ad est, da Lockeport a Liverpool raggiungendo Bridgewater e Halifax. Nel 1903 però la linea aveva raggiunto solo Barrington. Nel 1896, una società, la "Liverpool and Milton Tramway", aveva costruito una breve linea ferrata lungo la valle del fiume Mersey tra Liverpool e una fabbrica di pasta di legno nei pressi di Milton; aperta il 1º febbraio 1897 era stata ribattezzata Liverpool and Milton Railway (L & MR) nel 1900.

### Nasce la H&SW
Halifax and South Western Railway fu costituita nella primavera del 1901 quando gli imprenditori ferroviari William Mackenzie e Donald Mann presentarono al governo provinciale i progetti di completamento del collegamento ferroviario tra Halifax e Yarmouth lungo la costa di Nuova Scozia iniziato in precedenza ma realizzato solo parzialmente. MacKenzie e Mann erano ingegneri di larga esperienza in quanto avevano già realizzato oltre 3500 km di ferrovie in Canada. 
Il programma prevedeva l'integrazione di quanto esistente previo adattamento e la realizzazione dei collegamenti mancanti.
Il primo luglio 1902, H&SW acquistò la NSCR e la sua linea da Mahone Bay a Bridgewater formando una parte della nuova linea principale tra Bridgewater ed Halifax, infine completata nel 1904.
L'11 aprile 1903 H&SW acquisì anche la Nova Scotia Southern Railway (NSSR) che non aveva ancora costruito la sua linea ma aveva già la concessione per costruirla tra New Germany e Caledonia, in un'area ricca di legname. Acquistandone la concessione, la H&SW nel corso dei mesi successivi costruì i circa 36 km previsti e il primo treno raggiunse Caledonia il 1º luglio 1904.
Nell'aprile 1905 H&SW acquistò anche la L&MR incorporandone il tracciato per la linea principale tra Bridgewater e Barrington e completandone l'adattamento entro lo stesso anno. Nello stesso anno acquistò anche la H&YR 
operando importanti aggiornamenti della linea tra Barrington e Yarmouth nel corso dell'anno successivo.
Nello stesso 1905, la H&SW acquistò la linea, di circa 65 km ancora incompleta, della Middleton and Victoria Beach Railway (M&VBR); la linea venne completata e aperta per collegare una miniera di minerale di ferro a Torbrook con gli impianti portuali di Port Wade nella contea di Annapolis. La costruzione fu completata nel 1906 e il tracciato H&SW infine collegato alla linea principale della Intercolonial Railway a Southwestern Junction allo scopo di raggiungere la Street Station di Halifax. Il 19 dicembre 1906 il primo treno H&SW compiva l'intero tragitto tra Yarmouth e Halifax.

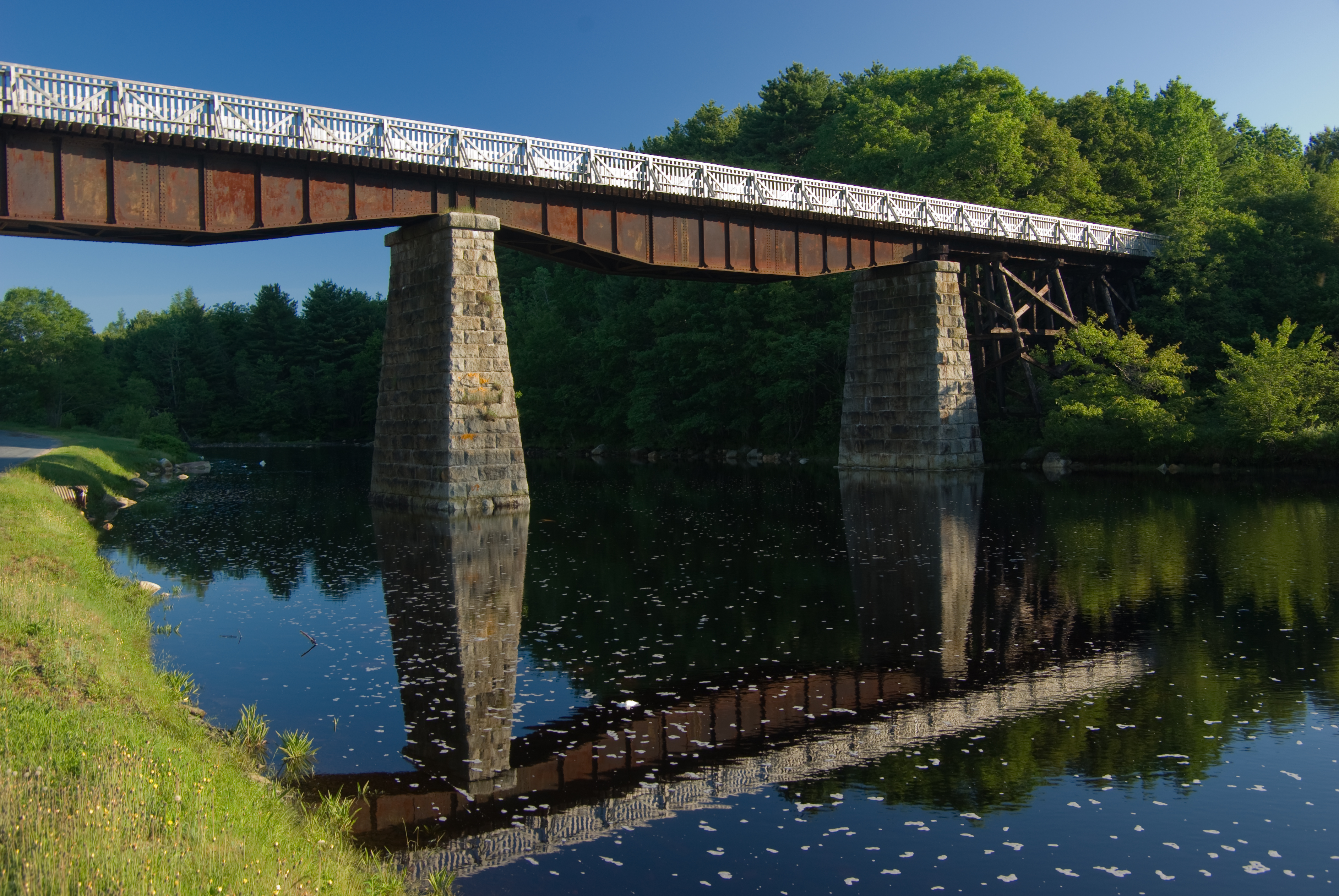
Ex ponte ferroviario sul fiume Martins divenuto parte del Trans Canada Trail

### Integrazione nella rete Canadian Northern
Nel corso del completamento della linea, nel 1906, H&SW venne incorporata nel sistema ferroviario transcontinentale di Canadian Northern Railway (CNoR) (che era proprietà degli stessi Mackenze e Mann). Tuttavia, come nel caso della Inverness and Richmond Railway la linea rimase isolata dal resto della rete CNoR che si estendeva da Montréal a Vancouver.
Anche la Canadian Northern, come altre compagnie ferroviarie del Canada, subì le difficoltà finanziarie e il conseguente calo del traffico causato dalla prima guerra mondiale finendo in bancarotta. Il 6 settembre 1918 ne fu disposta la nazionalizzazione creando un consiglio di amministrazione dipendente dal "Department of Railways and Canals" (Dipartimento di ferrovie e canali).

### Nazionalizzazione della H&SW (e della CNoR)
Il 20 dicembre 1918 tutta la rete CNoR venne incorporata nella rete Canadian National Railway (CNR).
La compagnia statale CNR provvide al totale rinnovamento della linea ex-H&SW che comportò una profonda revisione dell'armamento e delle infrastrutture di linea obsolete; ciò significò un aumento dell'affidabilità e delle velocità massime anche se non vennero eliminate le molte tortuosità del percorso che seguiva la difficile orografia dato che avrebbero comportato costi esorbitanti non giustificati. Tra il 1910 e il 1921 vennero ricostruite e spostate le tratte terminali ex-H&SW nell'area dell'istmo di Halifax mediante una nuova tratta in trincea tagliata nella roccia costruendo la "Sud Junction" all'altezza della cittadina di Fairview.
Nel corso dei primi anni venti del XX secolo l'ex linea M&VBR divenne passiva a causa della chiusura delle miniere di ferro di Torbrook e del porto di Port Wade; nel 1925 CNR dispose l'abbandono della tratta ad ovest di Bridgetown e in seguito della rimanente tratta ex-M&VBR. Nel 1928 furono rimossi i ponti e negli anni successivi i binari. La costruzione di strade e lo sviluppo del traffico stradale cominciavano a minare la redditività di tutto il sistema ferroviario e dei collegamenti marittimi ad esso legati.

### Segni di ripresa
Nel 1929 la costruzione di una grande cartiera a Brooklyn (Queens County (Nuova Scozia)) portò più traffico dalla zona di Liverpool e Shelburne così come le segherie e gli impianti di trasformazione nati in varie località. Durante la seconda Guerra Mondiale la costruzione della base navale militare nel porto di Shelburne richiese la costruzione di un raccordo. Nel dopoguerra i depositi petroliferi per il riscaldamento e per la distribuzione di benzina di varie compagnie petrolifere si dislocarono lungo le linee generando un certo volume di traffico di carri cisterna. Lo sviluppo, nel 1960, dell'area industriale di Lakeside a Beechville creò diversi grandi clienti industriali. Nei primi anni 1980 la Michelin aprì una grande fabbrica di pneumatici a Bridgewater attivando un regolare servizio ferroviario. Una catena di montaggio per l'assemblaggio di autovetture Volvo produsse un costante traffico di bisarche fino alla sua chiusura nel 1998

### Declino e fine
Il servizio passeggeri sul "South Shore" venne soppresso il 25 ottobre 1969 e le sue stazioni caddero in disuso. Il 22 dicembre 1982 la storica stazione passeggeri H&SW di Bridgewater fu distrutta da un incendio.
Dagli anni ottanta fu giudicato antieconomico, su tutte le precedenti linee di H & SW di Nuova Scozia, del South Shore e della Valle di Annapolis, anche il servizio di trasporto merci. Nel 1982 venne autorizzato l'abbandono della tratta terminale, Liverpool-Yarmouth, della linea principale e della diramazione (ex linea NSCR) tra Bridgewater e Bridgetown via Middleton, così come la New Germany-Caledonia. 
Ridotta a tratta Halifax-Liverpool, la linea CN risultava ora dipendente solo dal traffico generato dalla cartiera Bowater e dalla fabbrica di pneumatici Michelin.

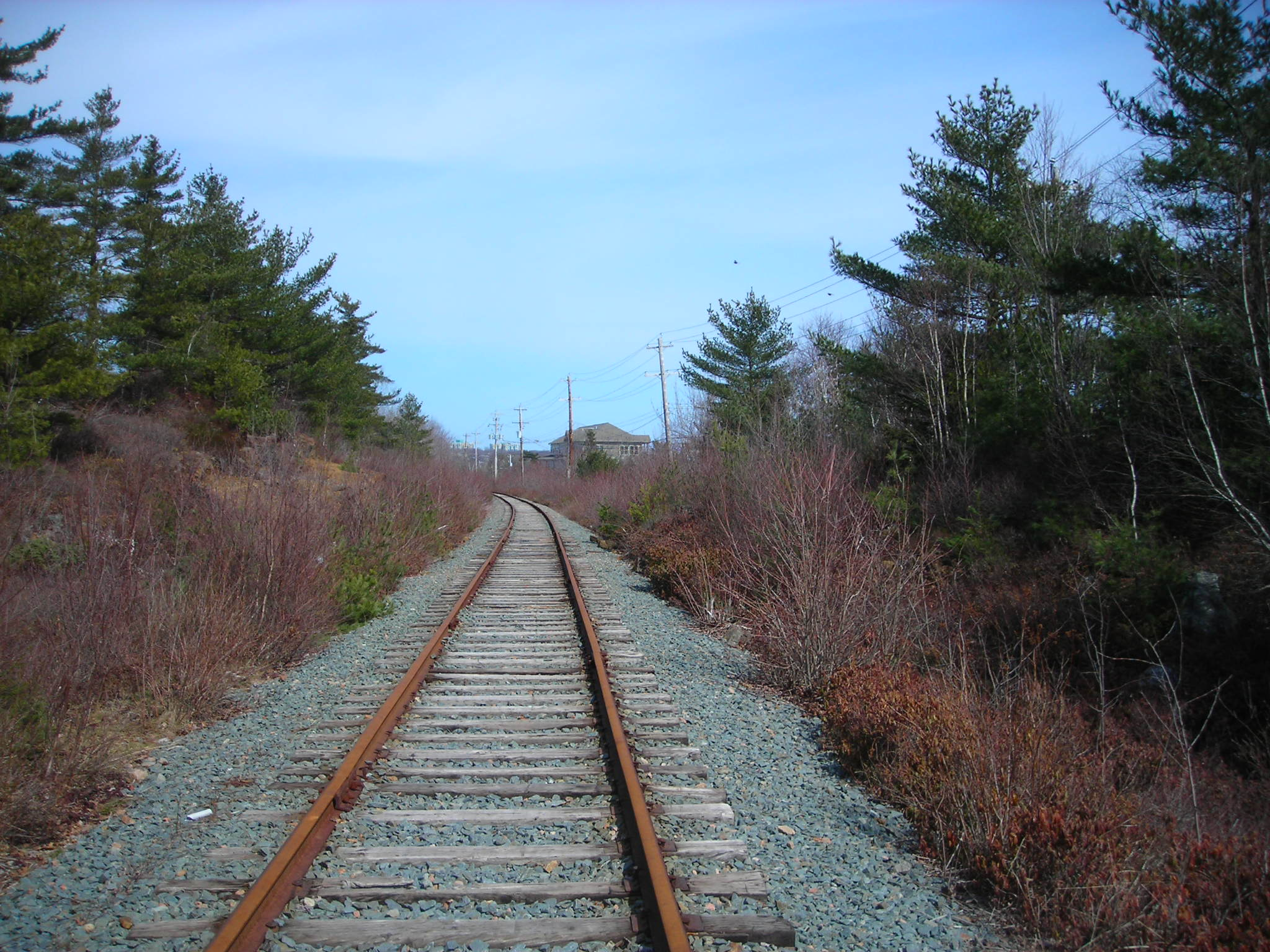
Binario in disuso della H&SW nell'ovest di Halifax, 2010

Entro la fine del 1980, CN ottenne il permesso di abbandonare la linea restante da Bridgewater a Liverpool in quanto la cartiera Bowater aveva trasferito il suo trasporto su strada e sul mare. A Bridgewater fu costruito un piccolo terminale sul lato est del fiume Lahave vendendo le vaste proprietà ferroviarie ad un centro commerciale. Nei primi anni 1990, anche questa tratta venne eliminata in quanto la Michelin trasferì il suo trasporto su strada; rimase solo l'ultimo cliente CN in Lunenburg County, una società di prodotti forestali dell'East River.
Nel 1993 il tracciato ex-H&SW a ovest della zona industriale di Lakeside (Halifax) venne dismesso lasciando in funzione solo un raccordo di circa 10 km. In tale tratto di ferrovia, chiamato "Chester Spur", vennero concentrate le operazioni di trasporto merci programmate da CN relative alle zone industriali di Bayers Lake e Lakeside riguardanti un deposito di cemento, un commerciante di rottami e un certo numero di altri clienti. Nel 2006 nell'ambito del suo "Piano Triennale", CN manifestò l'intenzione di interrompere il servizio anche sull'ultima sezione rimanente dell'antica linea H&SW. Gli ultimi treni merci circolarono alla fine del 2007. 
Il tracciato ferroviario venne infine venduto alla Halifax Regional Municipality ed entro la fine del 2010 asfaltato e trasformato in percorso ricreativo.

## Preservazione
La memoria storica della ferrovia è stata preservata nell'Halifax and South Western Railway Museum di Lunenburg (Canada).
In aggiunta alla rete di sentieri ricreativi costruiti sull'antica massicciata H&SW alcune stazioni sono state conservate e adattate ad un uso alternativo. Esse comprendono la stazione di French Village trasformata in un caffè e la stazione di Liverpool divenuta Hank Snow Museum.